# Molain (Aisne)
Molain é uma comuna francesa na região administrativa de Altos da França, no departamento de Aisne. Estende-se por uma área de 1,81 km². Em 2010 a comuna tinha 156 habitantes (densidade: 86,2 hab./km²).